# Antoni Ogonowski
Antoni Ogonowski (ur. 7 marca 1886, zm. 1977) – podpułkownik intendent z wyższymi studiami wojskowymi Wojska Polskiego.

## Życiorys
Urodził się 7 marca 1886. Został oficerem c. i k. armii i w jej w szeregach w stopniu podporucznika służył podczas I wojny światowej w 30 pułku piechoty Austro-Węgier.
Po odzyskaniu przez Polskę niepodległości został przyjęty do Wojska Polskiego. 9 listopada 1920 został zatwierdzony z dniem 1 kwietnia 1920 w stopniu majora gospodarczego, w grupie oficerów byłej armii austriacko-węgierskiej. Pełnił wówczas służbę w Szefostwie Intendentury Polowej Naczelnego Dowództwa WP.
3 maja 1922 został zweryfikowany w stopniu majora intendenta ze starszeństwem z dniem 1 czerwca 1919 , a następnie do stopnia podpułkownika intendenta ze starszeństwem z dniem 15 sierpnia 1924. Następnie pełnił służbę w Departamencie VII Intendentury Ministerstwa Spraw Wojskowych (w 1923 jako kierownik referatu). W lipcu 1925 został przeniesiony służbowo na dwuletnie studia w École Supérieure de Ľintendance w Paryżu z równoczesnym przesunięciem do rezerwy kadry oficerów służby intendentury. W kwietniu 1928 został przydzielony z dyspozycji szefa Departamentu Intendentury MSWojsk. do Kierownictwa Rejonu Intendentury Warszawa na stanowisko kierownika. Z dniem 1 kwietnia 1932 został przeniesiony z Szefostwa Intendentury Okręgu Korpusu Nr VIII w Toruniu do Wojskowego Zakładu Zaopatrzenia Intendenckiego i Taborowego w Warszawie na stanowisko zastępcy kierownika zakładu. Po przekształceniu Wojskowego Zakładu Zaopatrzenia Intendenckiego i Taborowego w Kierownictwo Centralnego Zapatrzenia Intendenckiego Warszawa pozostał na stanowisku zastępcy kierownika. Z dniem 30 czerwca 1934 został przeniesiony w stan spoczynku.
Po II wojnie światowej pozostał na emigracji w Wielkiej Brytanii, gdzie zmarł w 1977.

## Ordery i odznaczenia
- Srebrny Medal Waleczności I klasy – Austro-Węgry (1917)[16]